# Metoda ankietowa
Metoda ankietowa i metoda wywiadu to metody badań naukowych polegające na stawianiu pytań, a następnie – na opracowywaniu odpowiedzi. Stanowią one trzon metodologiczny nauk społecznych. Panuje jednak wśród badaczy pewna nieufność co do odpowiedzi na pytania i do wypowiedzi, do przypominania sobie, do autobiografii i pamiętników. Często także tych metod się nadużywa albo stosuje w sposób niewłaściwy.
Metoda ankietowa odgrywa podstawową rolę w naukach społecznych, a znaczną rolę w naukach psychologicznych; wszędzie tam gdzie badaczowi zależy na wypowiedziach osób badanych i na ich interpretacji. Ankieta jest zbiorem pytań stawianych pisemnie, celem uzyskania odpowiedzi mających służyć do rozwiązania pewnego problemu. Odpowiedzi te są następnie opracowywane statystycznie, a wyniki objaśniane – interpretowane.
Metoda wywiadu – równie często stosowana w naukach humanistycznych – również polega na stawianiu pytań; nie ma istotnej różnicy metodologicznej między nią a metodą ankietową. W każdym przypadku pytania są stawiane dla określonych celów.
Odpowiedzi na pytania często bywają niedokładne lub kłamliwe czy zwodnicze; istnieją jednak sposoby na uzyskanie prawdy z takich wypowiedzi. W ankietach tym sposobem jest odpowiednie ułożenie pytań, na przykład zadawanie parokrotne pytań różnie sformułowanych, które jednak powinny dać tę samą odpowiedź.
Ankiety mogą być niedokładne lub wręcz nieprawdziwe z tego powodu, że pytania zostały źle ułożone: ankietowany nie rozumie ich lub jego odpowiedź leży poza przyjętym zestawem odpowiedzi (w pytaniach zamkniętych).
Wartość poznawcza w badaniach naukowych obu metod jest ogromnie zmienna, w zależności od jakości przygotowania ankiet i od praktycznego zastosowania jednej z nich.